# Anisonychus palawanensis
Anisonychus palawanensis es una especie de coleóptero de la familia Attelabidae.

## Distribución geográfica
Habita en Filipinas.